# 費德歷·比基安尼
費德歷·比基安尼（法語：Frédéric Piquionne，法語發音：[pikiˈon]，1978年12月8日—），出生於新喀里多尼亞努美阿，法國職業足球員，司職前鋒，現時效力法乙球會格迪爾體育會。
比基安尼到法國前曾效力馬提尼克球會高登之星（Golden Star）。2000年加盟乙組的尼美斯，於2001年加盟雷恩，2004年以外借身份轉會聖伊天。2007年轉會AS摩納哥，2008年加盟里昂後不久便借用至樸茨茅夫，其後轉會韋斯咸。2013年，他加盟美職聯球會波特蘭伐木者。2014年，他返回法國效力法乙球會格迪爾體育會。

## 球會

### 法甲年代

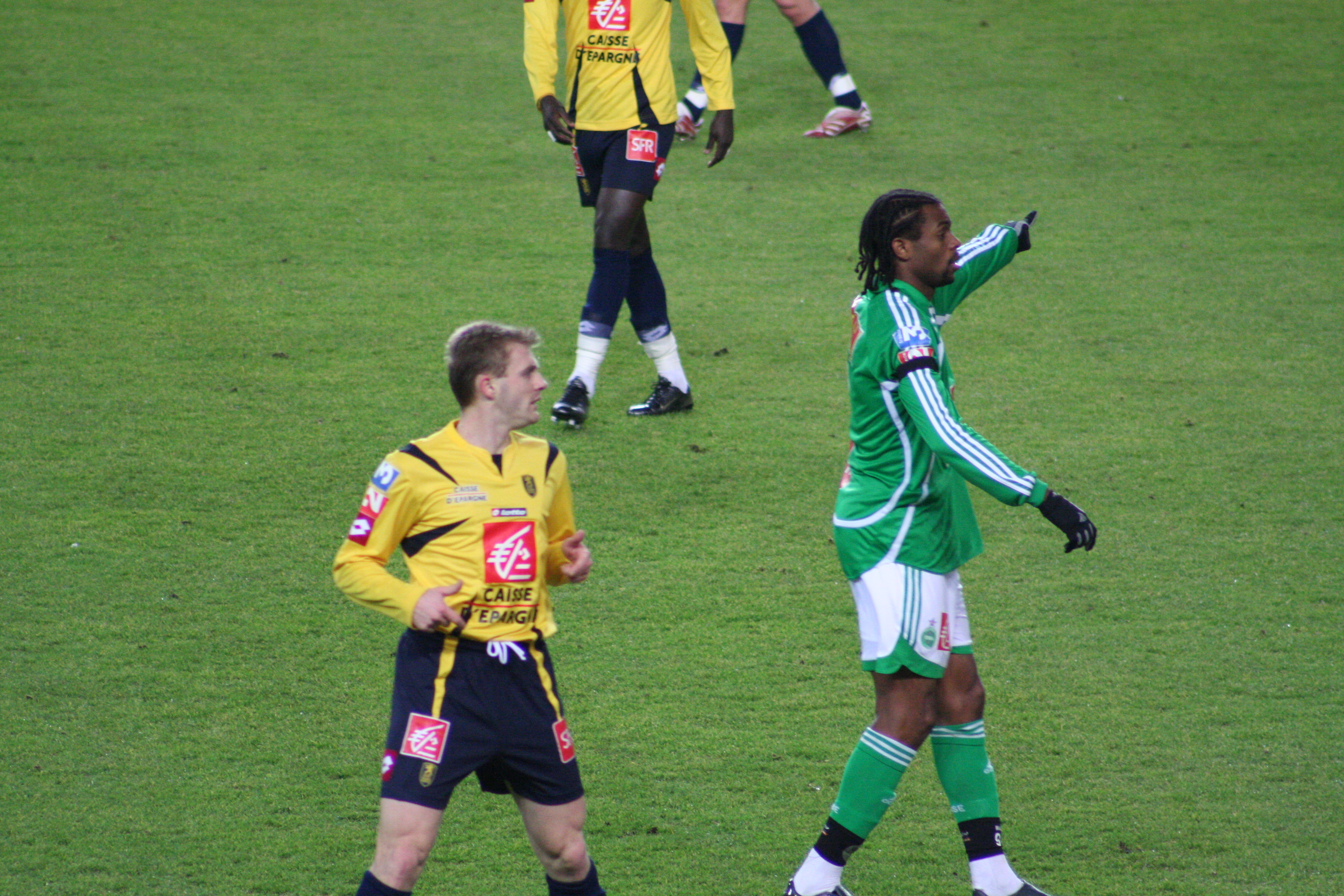
比基安尼（右）

比基安尼使用暱稱「Piqi-Pedia」在法國郊區踢球，曾效力查連頓（Charenton）和FC巴黎，其後返回馬提尼克，2000年再次來到法國加盟尼美斯，在乙組上陣了數場賽事。
其後他被雷恩相中。2001年6月28日首度在法甲上陣，卻以0:5大敗於歐塞爾腳下。在首季法甲賽事，比基安尼上陣20場射入3球。在他第二個球季（2002/03年），他在教練夏利荷錫（Vahid Halilhodzic）領導下射入10球。2003/04年球季新教練保朗尼（Laszlo Bölöni）加盟，兩人關係一般，又與隊友阿歷山大·費爾不和，在這球季他的表現未如理想。之後，聖伊天對他感興趣，比基安尼毫不猶疑選擇加盟。
2007年2月3日，比基安尼從聖伊天轉會至AS摩納哥後首次在法甲上陣，對手是又是歐塞爾。比基安尼於2008年7月31日以450萬歐羅轉會費加盟里昂，合約為期四年，並穿著39號球衣。

### 樸茨茅夫
2009年8月5日，傳媒證實比基安尼將外借加盟樸茨茅夫，為期一年。8月8日，比基安尼首次為樸茅上陣，他在法頓公園球場友賽格拉斯哥流浪時梅開二度，助球隊贏2:0。比基安尼於2009年8月15日首次出戰英超，球隊卻以0:1不敵富咸。他2009年8月25日在英格蘭聯賽盃擊敗赫里福特聯4:1一戰中，首次在正式賽事取得入球，助球隊以4:1擊敗對手。2009年10月27日，他在對史篤城一戰中連下兩城，助球隊大勝對手4:0，四日後，他在對韋根的聯賽首度取得英超入球，再次帶領球隊以4:0擊敗對手。2009年12月16日，比基安尼射入第2個聯賽入球，但仍無助球隊以1:2不敵車路士。一週後，比基安尼在主場對利物浦的賽事射入奠勝一球，助球隊鎖定2:0勝局。比基安尼加盟樸茅後共在所有賽事中取得10個入球，包括兩球是在足總盃對伯明翰時取得的，這兩個入球助球隊殺入四強。2010年4女11日，比基安尼在球隊以2:0擊敗熱刺時為球隊先開紀錄，為樸茅帶來近三年第二張足總盃決賽入場券。

### 韋斯咸
2010年7月16日比基安尼追隨樸茨茅夫前領隊艾林·格蘭以120萬歐羅轉會費及45萬歐羅獎金加盟英超球會韋斯咸，簽約三年，成為韋斯咸在夏季轉會窗的第三個加盟的球員。他於同年8月14日，以3-0不敵阿士東維拉的比賽中首次上陣以後備身份入替拉杜斯拉夫·高華。比基安尼於9月21日聯賽盃第三圏賽事中在光明球場射入首個入球作客以2-1擊敗新特蘭。比基安尼的首個英超入球為韋斯咸於2010年9月25日以1-0戰勝同市宿敵熱刺。此入球亦是以Nike足球射入的第一萬個英超入球。比基安尼於在對愛華頓這場重要的護級戰中於86分鐘射入領先2-1的入球，可惜他在入球後因脫去球衣被逐出場，愛華頓最終扳平2-2令韋斯咸於賽季結束降落英冠。

### 唐卡士打
2012年3月6日比基安尼被借用到另一支英冠球隊唐卡士打，上陣8場入2球，但是仍未能為唐卡士打護級成功，唐卡士打降落甲組，比基安尼再回到韋斯咸。2013年2月28日，比基安尼提前與韋斯咸解約，轉投美職聯球會波特蘭伐木者，簽約1年。

### 波特蘭伐木者
2013年3月28日，比基安尼與波特蘭伐木者簽了一份為期一年的合約 。比基安尼在2013年3月16日首次為波特蘭伐木者上陣，在CenturyLink體育場迎戰西雅圖海灣者以後備入替。比基安尼更於2013年5月29日在美國公開賽杯對陣美國足球聯賽的威明頓鐵鎚比賽中在上半場射入四球。他於2014年1月7日與波特蘭伐木者重新簽約，但是在2014年5月13日從球隊的名冊被除名。

### 格迪爾體育會
2014年8月4日，比基安尼回到法國在2014/15賽季效力格迪爾體育會。

## 國家隊
比基安尼並沒有選擇大洋洲的新喀里多尼亞，卻代表加勒比海的馬提尼克出戰2003年美洲金盃。
由於馬提尼克並非國際足協的會員，比基安尼仍然有資格代表法國參賽，2007年3月24日，他意外地入選對立陶宛的2008年歐洲國家盃外圍賽，但並沒有上陣。他首次為法國隊上陣是在2007年3月28日友賽奧地利。其後他在未獲得上陣機會，縱使他在2007年8月代表法國B隊對陣斯洛伐克。

## 外部連結
- Soccerbase資料
- 費德歷·比基安尼 – 法國職業足球聯賽数据 – 支持法语（已存档）
- Saint-Etienne ASSE 官網 （页面存档备份，存于）
- 法國足球 資料 （页面存档备份，存于）
- Sports.fr 資料
- Maxifoot （页面存档备份，存于）